# Alessandro Poglietti
Alessandro Poglietti (... – Vienna, luglio 1683) è stato un organista e compositore italiano di epoca barocca.
Deve la sua fama principalmente alle composizioni per tastiera, in particolare la raccolta Rossignolo del 1677.

## Biografia e opere
Le sue origini sono pressoché sconosciute, anche se si è ipotizzata la Toscana come luogo di nascita. Dal 1660 sappiamo si trasferì a Vienna, dove divenne uno dei compositori favoriti di Leopoldo I. Alla sua corte ricevette il titolo onorifico di Comes palatinus Caesareus, oltre a essere insignito dal papa dell'Ordine dello Speron d'Oro. Divenuto celebre in particolare con opere per clavicembalo, insieme a Johann Kaspar Kerll e Johann Heinrich Schmelzer Poglietti rappresenta il periodo di transizione tra le opere di Girolamo Frescobaldi e quelle del tardo barocco.
Morì nel 1683, durante l'assedio turco che culminò con la battaglia di Vienna.